# Айруни, Арсен Тигранович
Арсе́н Тигра́нович Айру́ни (5 сентября 1927, Евпатория, Крымская АССР — 5 декабря 2006, Москва) — советский и российский учёный, горный инженер, доктор технических наук, профессор, ведущий специалист в области теории и практики обеспечения безопасного комплексного освоения газоносных и выбросоопасных угольных месторождений, действительный член Академии горных наук, Международной академии экологии и безопасности, Нью-Йоркской Академии наук.

## Биография
Родился в 1927 году.
Окончил Московский горный институт (сейчас — Горный институт НИТУ «МИСиС»), получив квалификацию горного инженера.
Научную деятельность начал в годы Великой Отечественной войны.
Работал в Институте горного дела имени А. А. Скочинского. В 1957 году принимал участие в исследованиях газопроявлений в шахтах и рудниках г. Норильска.
Позднее защитил диссертацию на соискание учёной степени доктора технических наук. Решением ВАК А. Т. Айруни присвоено учёное звание профессора.
Работал главным научным сотрудником Лаборатории проблем горной аэрогазопылединамики Института проблем комплексного освоения недр РАН. Занимался изучением проблем газодинамики угленосных отложений, дегазации шахт, прогноза и предотвращения внезапных выбросов угля и газа в шахтах. Избран действительным членом Академии горных наук (АГН), Международной академии экологии и безопасности (МАНЭБ), а также Нью-Йоркской Академии наук.
Скончался 5 декабря 2006 года. Похоронен на Троекуровском кладбище в г. Москве.

## Научный вклад
Ведущий специалист в области теории и практики обеспечения безопасного комплексного освоения газоносных и выбросоопасных угольных месторождений.
Под научным руководством А. Т. Айруни выполнен ряд исследований фундаментального, методологического и прикладного характера:
- разработана теория искусственной деметанизации угольных месторождений;
- созданы и внедрены в промышленности новые эффективные способы дегазации шахт;
- дан прогноз объёмов выделений опасных рудничных газов и их промышленной добычи на перспективу.

Им разработаны:
- научно-техническое обоснование технологии различных способов добычи и использования газов угольных месторождений;
- теория и комплексный способ защиты выбросоопасных пластов от газодинамических явлений;
- физико-химические методы прогноза и предотвращения выбросов угля и газа в шахтах.

Один из авторов «Руководства по дегазации шахт», «Инструкции по разработке опасных по внезапным выбросам пластов» и ряда других основополагающих документов угольной промышленности СССР и России.
Основанные А. Т. Айруни методы теоретических и экспериментальных исследований, а также практические рекомендации широко используются проектными, научно-исследовательскими и промышленными организациями в России и за рубежом (Украина, Казахстан, Польша, Китай, Германия, Бельгия, Австралия).
Соавтор научного открытия «Свойство органического вещества угля образовывать с газами метастабильные однофазные системы по типу твердых растворов».
Под руководством А. Т. Айруни подготовлено более 40 кандидатов и докторов технических наук.
Автор более 400 научных публикаций, свыше 30 монографий по фундаментальным проблемам горных наук, в том числе монографий серии «Газообильность каменноугольных шахт СССР».

### Основные научные публикации
- Айруни, Арсен Тигранович. Теория и практика борьбы с рудничными газами на больших глубинах. — М. : Недра, 1981. — 335 с.
- Айруни, Арсен Тигранович. Прогнозирование и предотвращение газодинамических явлений в угольных шахтах. — М. : Наука, 1987, — 310 с.
- Саранчук В. И., Айруни А. Т., Ковалев K. E. Надмолекулярная организация, структура и свойства угля. — Киев : Наукова дума, 1988. — 192 с.
- Галазов Р. А., Айруни А. Т., Сергеев И. В. и др. Газообильность каменноугольных шахт СССР. Эффективные способы искусственной дегазации угольных пластов на больших глубинах / Отв. ред. Г. Д. Лидин; АН СССР, Ин-т пробл. комплекс. освоения недр. — М. : Наука, 1987. — 198 с. : ил.
- Айруни А. Т., Галазов Р. А., Сергеев И. В. и др. Газообильность каменноугольных шахт СССР : Комплекс. освоение газоносных угольных месторождений / Отв. ред. Г. Д. Лидин; АН СССР, Ин-т пробл. комплекс. освоения недр — М. : Наука, 1990. — 213 с., ил.
- Малышев Ю. Н., Айруни А. Т. Комплексная дегазация угольных шахт. — М.: Издательство Академии горных наук, 1999. — 327 с.: ил. — ISBN 5-7892-0015-X
- Малышев Ю. Н., Трубецкой К. Н., Айруни А. Т. Фундаментально-прикладные методы решения проблемы метана угольных пластов. — М. : Издательство Академии горных наук, 2000. — 535 с.: ил.

## Награды и премии
Награждён Орденом «Знак Почёта», медалями «За доблестный труд. В ознаменование 100-летия со дня рождения Владимира Ильича Ленина», «50-летия Победы в Великой Отечественной войне», «Ветеран труда».
Заслуженный деятель науки и техники РСФСР.
Лауреат Правительства Российской Федерации в области науки и техники (2004).
Лауреат Премии Совета Министров СССР за создание и промышленное внедрение способов искусственной дегазации угольных шахт (1984).
Дважды лауреат Премии имени академика А. А. Скочинского.
Кавалер отраслевой награды Знак «Шахтёрская слава» II и III степеней.
Награждён тремя дипломами Почёта (18.12.1982; 18.10.1984; 10.10.1986) и двумя золотыми медалями ВДНХ СССР (20.12.1980; 04.10.1985).